# Zheng Dongmei

Zheng Dongmei (chinês tradicional:鄭 冬梅) (Hebei, 23 de setembro de 1967) é uma ex-basquetebolista chinesa que integrou a Seleção Chinesa Feminina entre os anos de 1992 e 1996 entre os quais conquistou a Medalha de Prata disputada nos XXV Jogos Olímpicos de Verão realizados em 1992 na cidade de Barcelona.